# Rafael Batista Hernández
Rafael Batista Hernández (Las Palmas de Gran Canària, 24 d'octubre de 1936) conegut com a Felo és un exfutbolista professional canari.

## Trajectòria
Jugava com a migcampista i va desenvolupar la seva carrera a la Unión Deportiva Las Palmas, Reial Madrid Club de Futbol i Sevilla FC.
La velocitat, el domini de la pilota i la visió de joc d'aquest futbolista destaquen especialment en un gol que va marcar en el segon 35 del partit dels vuitens de final de la Copa d'Europa 61/62, contra la Juventus. Va jugar com a titular la final de la Copa d'Europa de 1962, que el Madrid va perdre contra el SL Benfica per 3 a 5 a l'Estadi Olímpic d'Amsterdam, i que representava la segona victòria consecutiva de l'equip portuguès en la competició. Va jugar com a titular la final de la Copa d'Europa de 1964, que el Madrid va perdre contra l'Inter de Milà per 1 a 3 al Praterstadion de Viena, la primera victòria del club italià en la competició.
Felo va compartir alineació amb jugadors com Alfredo Di Stéfano o Ferenc Puskás: figures clau d'una etapa històrica per a l'equip, llavors presidit per Santiago Bernabeu. Forma part d'aquesta generació que van conformar el Madrid dels yeyé entre els quals es troben José Araquistáin, Enrique Pérez «Pachín», Pedro de Felipe, Manuel Sanchis Martínez, José Martínez «Pirri», Ignacio Zoco, Fernando Serena, Amancio Amaro, Ramón Grosso i Manuel Velázquez.

## Clubs
| Club            | País | Any       | Part. | Gols |
| --------------- | ---- | --------- | ----- | ---- |
| UD Las Palmas   | ESP  | 1956-1960 | 57    | 7    |
| Reial Madrid CF | ESP  | 1960-1965 | 46    | 5    |
| Sevilla FC      | ESP  | 1965-1967 | 23    | 2    |

## Palmarès

### Tornejos locals
| Títol                 | Club            | País | Any     |
| --------------------- | --------------- | ---- | ------- |
| Campionat de Lliga    | Reial Madrid CF | ESP  | 1960-61 |
| Campionat de Lliga    | Reial Madrid CF | ESP  | 1961-62 |
| Copa del Generalíssim | Reial Madrid CF | ESP  | 1961-62 |
| Campionat de Lliga    | Reial Madrid CF | ESP  | 1962-63 |
| Campionat de Lliga    | Reial Madrid CF | ESP  | 1963-64 |
| Campionat de Lliga    | Reial Madrid CF | ESP  | 1964-65 |

### Tornejos internacionals
- Copa Intercontinental (1): 1960